# Casa del Común de Das
La Casa del Común de Das es un edificio situado en el Paseo de Rossend Arús del municipio de Das en la comarca de la Cerdaña (provincia de Gerona, Cataluña, España). Es una obra incluida en el Inventario del Patrimonio Arquitectónico de Cataluña.

## Historia
Edificio cedido al pueblo de Das por Rosendo Arús y Arderiu (1847-1891), periodista y dramaturgo. A ambos lados de la entrada principal se encuentran dos lápidas con inscripciones relativas al inicio y finalización de las obras, haciendo mención del donante y del arquitecto que dirigía las obras. En los años noventa del siglo XX estaba en periodo de restauración. Ha tenido varias utilidades entre ellas la Casa del Común.

## Descripción
Construcción de planta baja, un piso y torre campanario. Es un edificio de construcción simétrica, de obra de fábrica rebozada. El cuerpo central consta de una torre campanario, con reloj, de planta cuadrangular, con coronación piramidal con cubierta de cerámica vidriada y veleta. En la planta baja hay una galería central sostenida por columnas de hierro fundido. Elementos ornamentales de madera en los aleros y aberturas. El acceso principal está construido con elementos clasicistas. Presenta cubierta de losa.